# Емігранти (телесеріал)
«Емігранти» (англ. Expats) — американський драматичний телесеріал, створений Лулу Вонг на основі роману Дженіс Ю. К. Лі «Емігранти» 2016 року, прем’єра якого відбулася на Amazon Prime Video 26 січня 2024 року  .
Емігранти слідкують за «яскравим життям згуртованої спільноти експатріантів там, де прославляється достаток, дружба міцна, але свідомо тимчасова, а особисте життя, смерті та шлюби розігрують на загал, щоб потім із задоволенням пліткувати».

## Акторський склад
- Ніколь Кідман – Маргарет
- Джи Йон Ю – Мерсі
- Джек Г'юстон – Девід Старр
- Сараю Блу[en] – Гіларі Старр
- Браян Ті – Кларк
- Бонд Шем[zh] – Чарлі
- Флора Чан[en] – Олів
- Рубі Руїс – Ессі
- Вілл Ор[en]

## Список епізодів
| № серії | Назва серії    | Режисер(и)     | Сценарист(и)     | Оригінальна дата показу |
| ------- | -------------- | -------------- | ---------------- | ----------------------- |
| 1       | Буде оголошено | Лулу Вонг      | Лулу Вонг        | 26 січня 2024           |
| 2       | Буде оголошено | Буде визначено | Буде визначено   | 26 січня 2024           |
| 3       | Буде оголошено | Буде визначено | Вера Майо        | 2 лютого 2024           |
| 4       | Буде оголошено | Буде визначено | Ґурсімран Сандху | 9 лютого 2024           |
| 5       | Буде оголошено | Буде визначено | Лулу Вонг        | 16 лютого 2024          |
| 6       | Буде оголошено | Буде визначено | Дженіс Ю. К. Лі  | 23 лютого 2024          |

## Виробництво

### Розробка
7 лютого 2017 року було повідомлено, що компанія Blossom Films придбала права на екранізацію роману Дженіс Ю. К. Лі «Емігранти» з наміром переробити його в телесеріал. Еліс Белл доручили написати адаптацію. Очікувалося, що виконавчими продюсерами стануть Ніколь Кідман, Пер Саарі та Тереза Парк, а Лі буде продюсеркою-консультанткою. Окрім Blossom Films, до виробничих компаній мала долучитися POW! Productions. 28 липня 2018 року стало відомо, що Amazon замовила виробництво серіалу. 11 січня 2019 року Мелані Марніч приєдналася до Белл як співавторка та виконавча продюсерка серіалу. У грудні 2019 року було оголошено, що Лулу Вонг стане виконавчою продюсеркою серіалу, а також напише сценарій і зніме кількох епізодів. Прем'єра серіалу запланована на 26 січня 2024 року.

### Кастинг
Разом із початковим оголошенням про розробку повідомлялося, що Ніколь Кідман зніметься в серіалі. У травні 2021 року до акторів долучилася Джи Йон Ю. У червні 2021 року до акторського складу приєдналися Джек Г'юстон і Сараю Блу . У вересні 2021 року до акторського складу приєднався Браян Ті.

## Суперечки
Рішення Amazon Prime зняти в Гонконзі два серіали про експатріантів (другий – «Захопливі часи») було розкритиковано як нечутливе до міста, яке страждало від швидкого погіршення політичної ситуації відповідно до закону про національну безпеку Гонконгу, введеного урядом Китайської народної республіки .  Реєстраційна газета Гонконгу South China Morning Post назвала серіал «глухим» і нерозбірливим, оскільки авторка Дженіс Ю. К. Лі є дочкою корейських іммігрантів, які разом із сім’єю виїхали з Гонконгу до США у 15 років.
Звільнення головної акторки Ніколь Кідман від обов’язкового 21-денного режиму карантину в готелі також піддалося критиці, оскільки вона прибула приватним літаком з охоронцями 12 серпня 2021 року  , тоді як влада Гонконгу відповіла, що звільнення від карантину було надано «з метою виконання призначеної професійної роботи, беручи до уваги, що це сприяє підтримці необхідного функціонування та розвитку економіки Гонконгу». Місцеві заперечували проти того, що вони вважали вкрай несправедливим, і користувачі інтернету також відреагували негативно. Декілька законодавців висловили занепокоєння з приводу виключення в законодавчому органі . Відповідаючи на суперечку, міністр торгівлі та економічного розвитку Едвард Яу заперечив, що звільнення порушує чинну політику, і сказав, що екіпаж повинен буде бути повністю вакцинованим і відповідати вимогам звільнення від карантину, ідентичним тим, які доступні для банкірів У той час, як одна людина сказала, що серіал принесе Гонконгу хорошу рекламу та робочі місця, художник-дисидент Бадіукао сказав, що підтримуваний комуністами режим використовуватиме його «як м’яку пропагандистську програму, яка прикрасить брехню в Гонконзі».